# WizKids
WizKids er en amerikansk virksomhed, der producerer spil som man spiller med terninger. De er kendt for at lave miniatures, som man kan samle på. De er også kendt for deres "clix"-system.

## Miniatures-spil
- Horrorclix
- HeroClix
- MageKnight
- MechWarrior
- Halo ActionClix
- MLB SportsClix
- ToonClix (ikke udgivet endnu)

## Brætspil
- Oshi
- Tsuro
- Pirates: Quest for Davy Jones' Gold

## Byg Selv Strategispil
- Pirates of the Spanish Main
- Rocketman
- Star Wars PocketModels

## Samlekort
- Battlestar Galactica

## Links
WizKids Arkiveret 20. januar 2008 hos  Wayback Machine
1. ↑  Navnet er anført på engelsk og stammer fra Wikidata hvor navnet endnu ikke findes på dansk.
2. ↑  Navnet er anført på engelsk og stammer fra Wikidata hvor navnet endnu ikke findes på dansk.
3. ↑  Navnet er anført på engelsk og stammer fra Wikidata hvor navnet endnu ikke findes på dansk.
4. ↑  Navnet er anført på engelsk og stammer fra Wikidata hvor navnet endnu ikke findes på dansk.
5. ↑  Navnet er anført på engelsk og stammer fra Wikidata hvor navnet endnu ikke findes på dansk.
6. ↑  Navnet er anført på engelsk og stammer fra Wikidata hvor navnet endnu ikke findes på dansk.